# Heidrun Barth
Heidrun Barth (* 16. März 1961 in Heilbronn; auch Heidrun Barth-Steininger oder Heidrun Steininger) ist eine deutsche Pfarrerin und ehemalige Ruderin. Sie war Steuerfrau des deutschen Frauen-Vierers und Frauen-Achters bei den Olympischen Spielen 1984.

## Leben
Sie besuchte das Hauswirtschaftliche Gymnasium in Heilbronn-Böckingen, das sie mit Abitur abschloss. Als Ruderin bei der Heilbronner RG Schwaben war sie 1980 als Steuerfrau für den Frauen-Achter des Deutschen Ruderverbands für die Olympischen Sommerspiele 1980 nominiert, an denen aufgrund des Olympiaboykotts dann aber keine westdeutschen Sportler teilnahmen. Schließlich kam sie bei den Olympischen Sommerspielen 1984 als Steuerfrau des deutschen Frauen-Vierers und Frauen-Achters zum Zug. Beide Teams belegten jeweils einen sechsten Platz.
Sie plante ein Sportstudium, brach jedoch nach dem Vordiplom ab und absolvierte stattdessen ein Theologiestudium. Danach war sie Vikarin in Heilbronn und Ulm und dann Pfarrerin an einer Berufsschule in Stuttgart und an einer Internatsschule in Gaienhofen. Anschließend wechselte sie als Kreisschulpfarrerin nach Berlin und 2021 nach Reepsholt.